# Brachytarsina caudata
Brachytarsina caudata är en tvåvingeart som först beskrevs av Jobling 1934. Brachytarsina caudata ingår i släktet Brachytarsina och familjen lusflugor.
Artens utbredningsområde är Myanmar. Inga underarter finns listade i Catalogue of Life.